# Srednje Jarše
Srednje Jarše este o localitate din comuna Domžale, Slovenia, cu o populație de 521 de locuitori.